# Huayuan
Der Kreis Huayuan (花垣县,  Huāyuán Xiàn) ist ein chinesischer Kreis, der zum Verwaltungsgebiet des Autonomen Bezirks Xiangxi der Tujia und Miao im Nordwesten der chinesischen Provinz Hunan gehört. Er hat eine Fläche von 1.111 Quadratkilometern und zählt 292.900 Einwohner (Stand: Ende 2018). Sein Hauptort ist die Großgemeinde Huayuan (花垣镇).

## Geographie
Der Kreis Huayuan liegt im äußersten Westen der chinesischen Provinz Hunan, im Südwesten des Autonomen Bezirks Xiangxi der Tujia und Miao. Er grenzt unmittelbar an die Provinz Guizhou sowie an die regierungsunmittelbare Stadt Chongqing. Im Norden und Nordosten grenzt Huayuan an den Kreis Baojing, im Südosten an die Stadt Jishou, im Süden an den Kreis Fenghuang sowie im Westen an die Kreise Songtao (Guizhou) und Xiushan (Chongqing).

## Administrative Gliederung
Auf Gemeindeebene setzt sich Huayuan aus acht Großgemeinden und zehn Gemeinden zusammen. Diese sind:
- Großgemeinde Huayuan (花垣镇), Sitz der Kreisregierung;
- Großgemeinde Biancheng (边城镇);
- Großgemeinde Jiwei (吉卫镇);
- Großgemeinde Longtan (龙潭镇);
- Großgemeinde Malichang (麻栗场镇);
- Großgemeinde Minle (民乐镇);
- Großgemeinde Tuanjie (团结镇);
- Großgemeinde Yayou (雅酉镇);
- Gemeinde Buchou (补抽乡);
- Gemeinde Changle (长乐乡);
- Gemeinde Dao'er (道二乡);
- Gemeinde Dongmaku (董马库乡);
- Gemeinde Lianghe (两河乡);
- Gemeinde Maor (猫儿乡);
- Gemeinde Paibi (排碧乡);
- Gemeinde Pailiao (排料乡);
- Gemeinde Paiwu (排吾乡);
- Gemeinde Yaqiao (雅桥乡).